# UniCredit Czech Open 2017
UniCredit Czech Open 2017 byl tenisový turnaj pořádaný jako součást mužského okruhu ATP Challenger Tour, který se hrál na antukových dvorcích tenisového areálu TK Agrofert Prostějov. Konal se od 5. až do 10. června 2017 v  Prostějově jako 24. ročník turnaje.

## Přehled finále

### Mužská dvouhra
- Jiří Veselý vs.  Federico Delbonis, 5–7, 6–1, 7–5

### Mužská čtyřhra
- Guillermo Durán /  Andrés Molteni vs.  Roman Jebavý /  Hans Podlipnik-Castillo, 7–6, 6–7, [10–6]